# Megalognatha procera
Megalognatha procera es una especie de insecto coleóptero de la familia Chrysomelidae.
Fue descrita científicamente en 1888 por Quedenfeldt.